# Mobutu Sese Seko
Mobutu Sese Seko Kuku Ngbendu wa za Banga, właśc. Joseph-Désiré Mobutu (ur. 14 października 1930 w Lisali, zm. 7 września 1997 w Rabacie) – polityk i wojskowy (marszałek polny i wielki admirał) Zairu (obecnie Demokratyczna Republika Konga), prezydent i dyktator w latach 1965–1997.

## Życiorys
Urodzony jako Joseph-Désiré Mobutu. Syn kucharza. Ojciec Mobutu zmarł, kiedy przyszły prezydent miał 8 lat. Wykształcenie zdobył w katolickich szkołach misyjnych.

### Kariera w armii
W 1949 roku zaciągnął się w szeregi belgijskiej armii kolonialnej. Jeszcze jako żołnierz pisał dla lokalnych pism w Leopoldville (obecnie Kinszasa). Dobra znajomość francuskiego umożliwiła mu pracę w wojskowej biurokracji. Został wysłany do szkoły wojskowej, a w 1953 roku rozpoczął pracę w sztabie armii. Po odejściu z armii w 1956 roku (w stopniu starszego sierżanta) został reporterem dziennika „L’Avenir”, a następnie redaktorem tygodnika „Actualités Africaines”. Pisał pod pseudonimem „de Banzy”. W 1958 roku dołączył do Kongijskiego Ruchu Narodowego.

### Kariera rządowa
Pod koniec lat 50. zamieszkał w Brukseli, gdzie pracował dla rządowej propagandy. W 1960 roku powrócił do kraju. W niepodległym kraju wszedł w skład rządu Patrice’a Lumumby jako sekretarz ds. obrony narodowej. Przyznano mu ponadto szefostwo w sztabie armii Konga. Jeszcze w tym samym roku przeprowadził zamach stanu i stanął na czele Rady Komisarzy. W lutym 1961 roku oddał władzę cywilom. W 1965 roku przeprowadził kolejny pucz. Obalił prezydenta Josepha Kasavubu i zaprowadził rządy dyktatorskie, ogłaszając się przy tym prezydentem. Reżim zawiesił konstytucję, rozwiązał parlament i partie polityczne. W 1966 roku Mobutu objął stanowisko szefa rządu.
W ciągu pierwszych pięciu lat rządów wzmocnił własną pozycję w państwie i doprowadził do względnej stabilizacji kraju. Znacjonalizował kopalnie miedzi w Katandze oraz zachęcał do inwestycji zagranicznych inwestorów. W kwietniu 1966 roku założył Ludowy Ruch Rewolucji, który stał się rządzącą monopartią. Mobutu Sese Seko wprowadził prawo, na mocy którego każdy nowonarodzony obywatel Zairu stawał się członkiem partii.
Prowadził politykę afrykanizacji (polityka tzw. autentyczności afrykańskiej). W jej ramach zmieniał nazwy pochodzące z języków kolonialnych na afrykańskie. 27 października 1971 Mobutu zmienił nazwę państwa na Zair oraz własne nazwisko na: „Mobutu Sese Seko Kuku Ngbendu wa za Banga” (tłumaczone jako Wszechpotężny wojownik, który nie zaznał porażki z powodu swej niezwykłej wytrzymałości i niezłomnej woli i który, krocząc od zwycięstwa do zwycięstwa, pozostawia za sobą zgliszcza). Także wszystkie miejscowości musiały zmienić nazwy na pierwotne (np. Leopoldville na Kinszasa). Obywatele musieli w 48 godzin zmienić imię i nazwisko. W 1974 roku ogłosił doktrynę mobutyzmu, co umocniło panujący w kraju kult jednostki.
W 1977 i 1978 jego rządom zagroził zbrojnie Front Wyzwolenia Narodowego Konga (wspierany przez Angolę). Wystąpienia na osobistą prośbę prezydenta zostały stłumione poprzez interwencję wojsk francuskich, belgijskich i w mniejszym stopniu marokańskich.
O ile Zair rozwijał się i otrzymywał pomoc ze strony kapitału zagranicznego, to Mobutu pozostawał głównym beneficjentem przychodów. Rządy Mobutu były ściśle związane z korupcją i defraudacją funduszy publicznych. Na jego konta trafiały środki płynące w ramach pomocy zagranicznej, jak również dochody firm wydobywczych. To samo dotyczyło handlu diamentami oraz eksportu i importu. Majątek dyktatora osiągnął około czterech miliardów dolarów. Posiadał ponadto 20 luksusowych posiadłości, w tym dziewięć w Belgii. Zair przypłacił to kryzysem ekonomicznym, stając się w latach 80. jednym z najbiedniejszych państw świata, a gospodarka całkowicie się załamała.
W 1990 roku pod naciskiem międzynarodowym i opozycji zgodził się na nieznaczną demokratyzację. W 1994 roku wprowadzono nową tymczasową konstytucję. W połowie lat 90. ludność Tutsi (pozostająca od dłuższego czasu w opozycji wobec Mobutu z powodu jego zdecydowanego poparcia dla Hutu) opanowała znaczną część wschodniego Zairu. Mobutu wydał polecenie usunięcia Tutsi poza granice Zairu. Wywołało to otwartą wojnę domową, w którą zaangażowali się inni opozycjoniści. 16 maja 1997 oddziały przeciwników Mobutu, wspierane przez armie Rwandy, Burundi i Ugandy – występujące jako Sojusz Sił Demokratycznych na rzecz Wyzwolenia Konga – zdobyły Kinszasę. Nowym prezydentem został ogłoszony Laurent-Désiré Kabila.

### Śmierć
Obalony Mobutu wyjechał z kraju, któremu przywrócono dawną nazwę Kongo. Od początku lipca był hospitalizowany na raka prostaty. Zmarł 7 września 1997 w szpitalu wojskowym w stolicy Maroka, Rabacie. Został pochowany na cmentarzu dla chrześcijan w Rabacie.